# C-клас

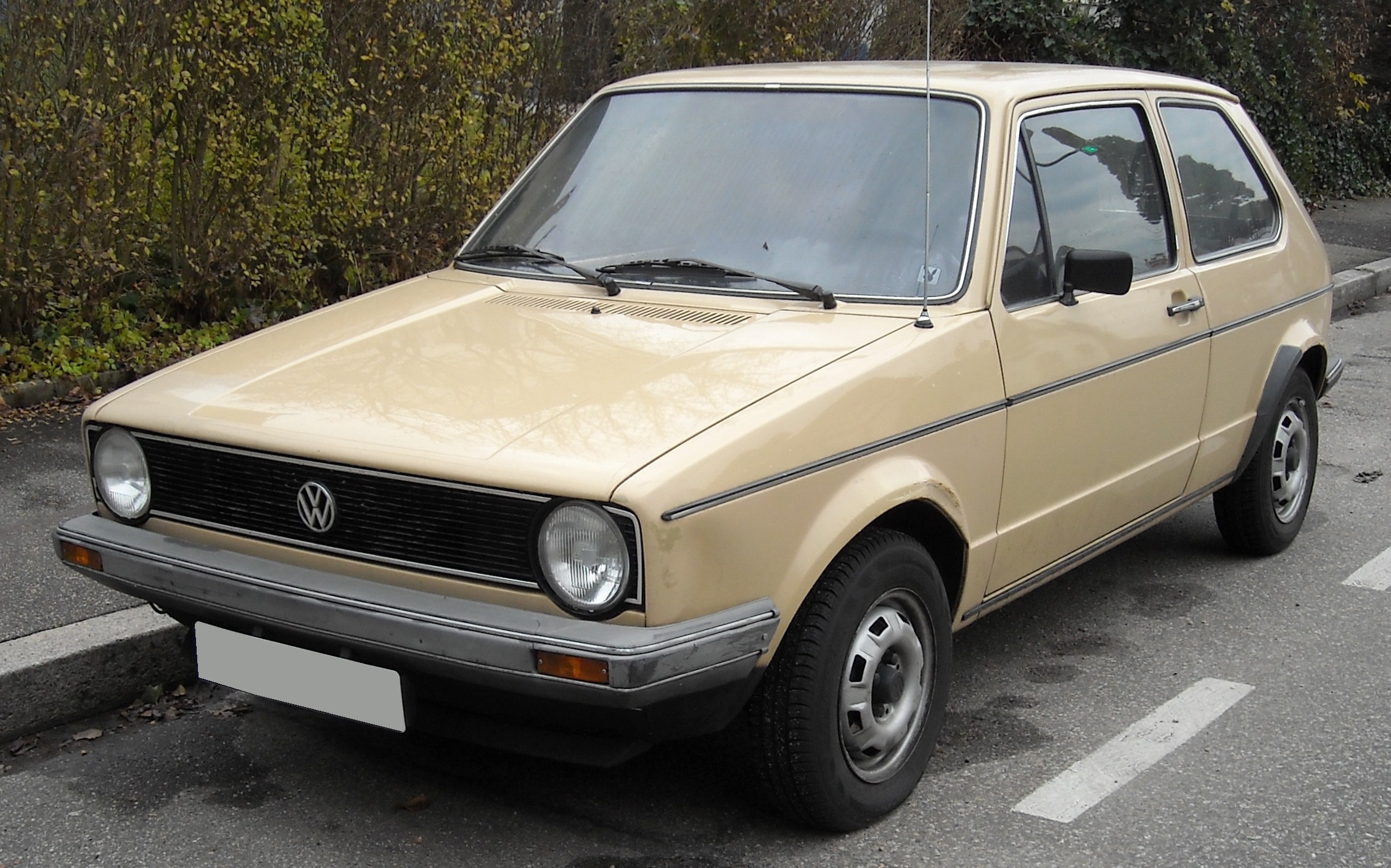
Volkswagen Golf (1974-1983)

C-клас є третім найменшим в європейській класифікації легкових автомобілів, який описується як "середні автомобілі".  Це еквівалентно категорії "малий сімейний автомобіль" у Euro NCAP, і категорії компактних автомобілів у Сполучених Штатах і Великій Британії. 
У 2011 році C-клас мав частку європейського ринку в 23% .

## Визначення
Європейські класи не ґрунтуються на критеріях розміру або ваги. На практиці автомобілі C-класу описуються як такі, що мають довжину приблизно 4,5 метри.
Найпоширенішими стилями кузова для автомобілів C-класу є хетчбеки, седани та універсали.

## Поточні моделі
На 2020 рік у 10-ку найпродаваніших автомобілів C-класу в Європі входять Volkswagen Golf, Škoda Octavia, Ford Focus, Mercedes-Benz A-Class, Toyota Corolla, SEAT León, BMW 1-Series, Audi A3, Peugeot 308, Renault Mégane.

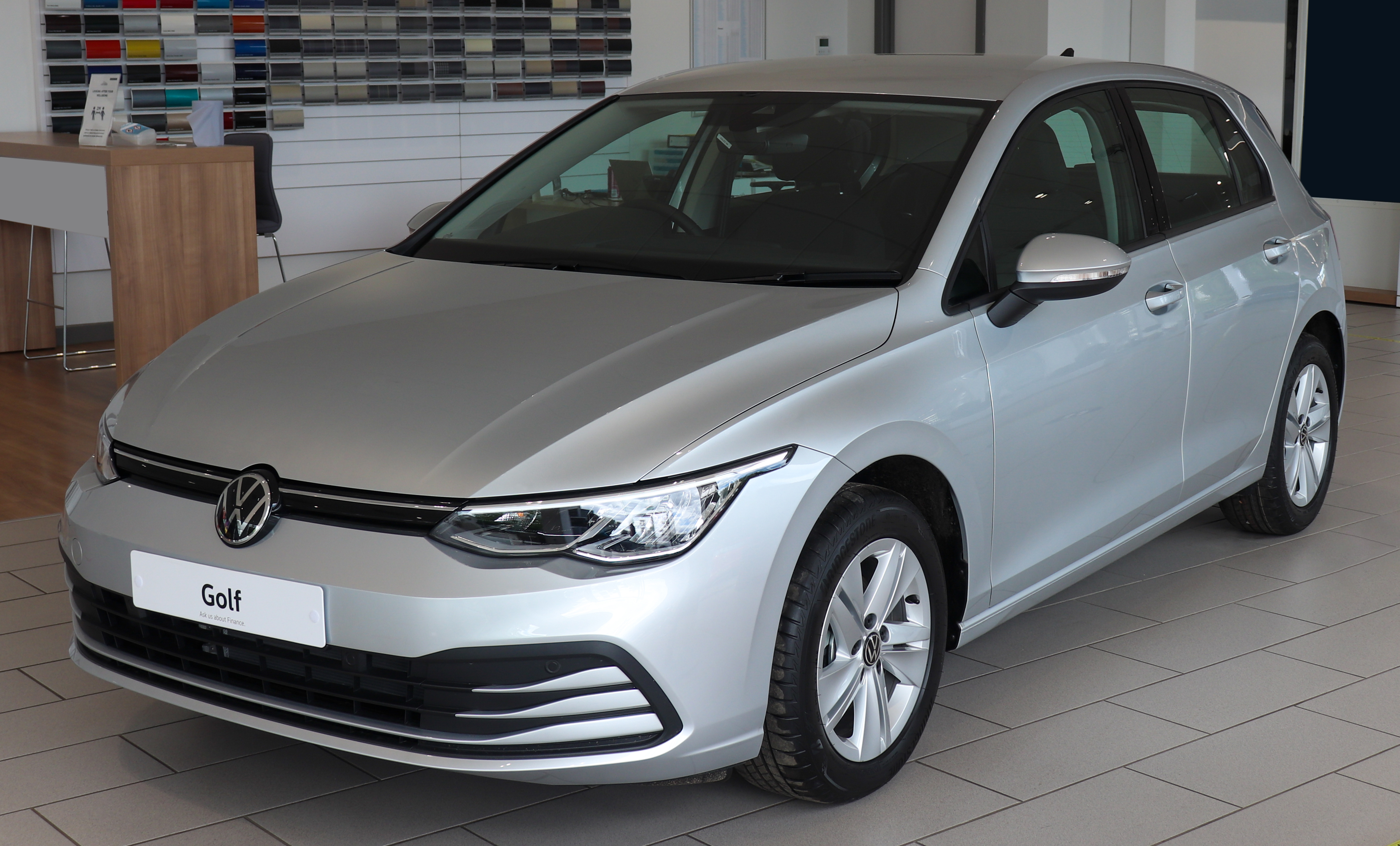
Volkswagen Golf 8 покоління (2019–донині) Зроблено в Німеччині
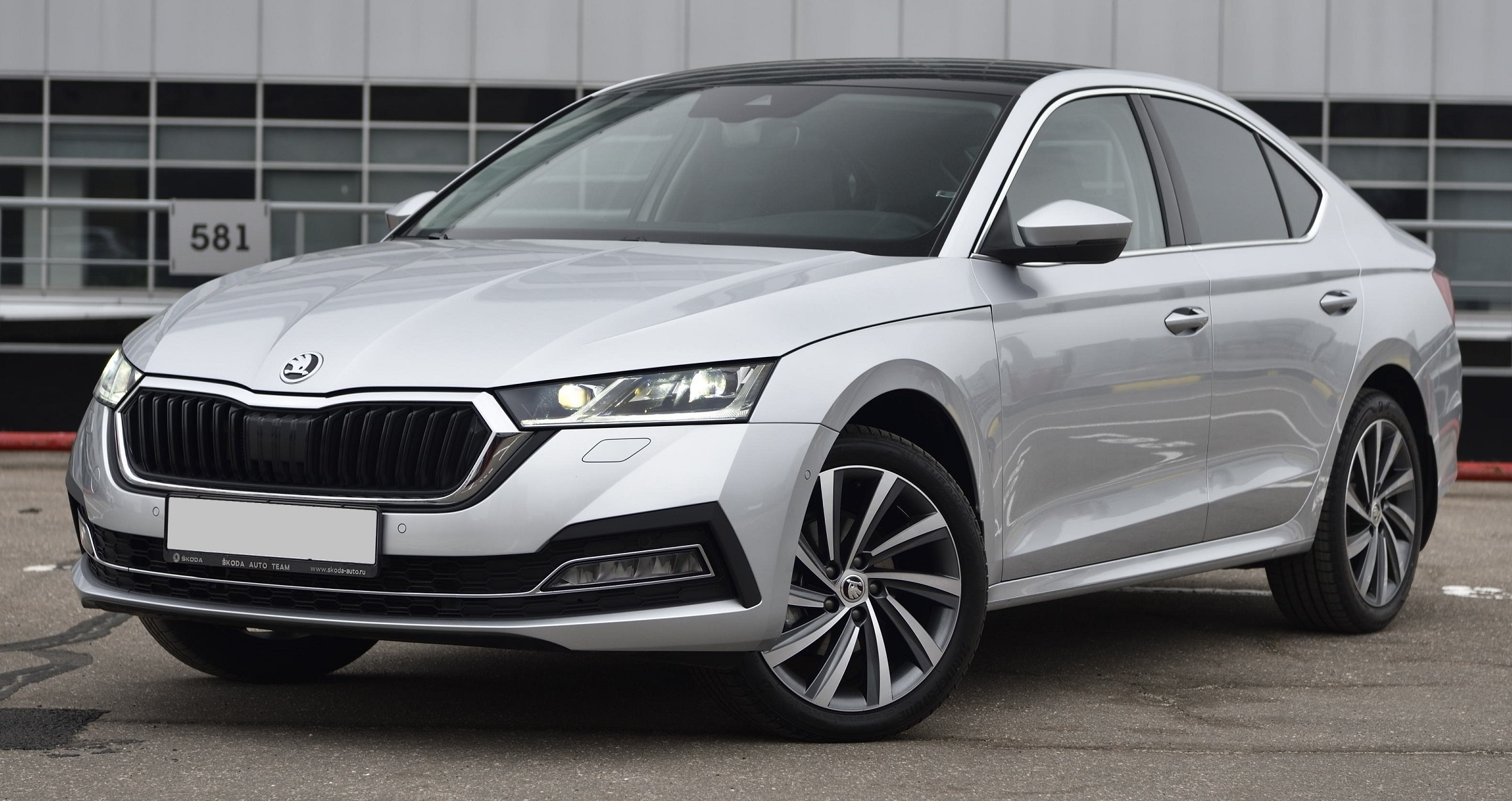
Škoda Octavia 4 покоління (2020–донині) Зроблено в Чехії
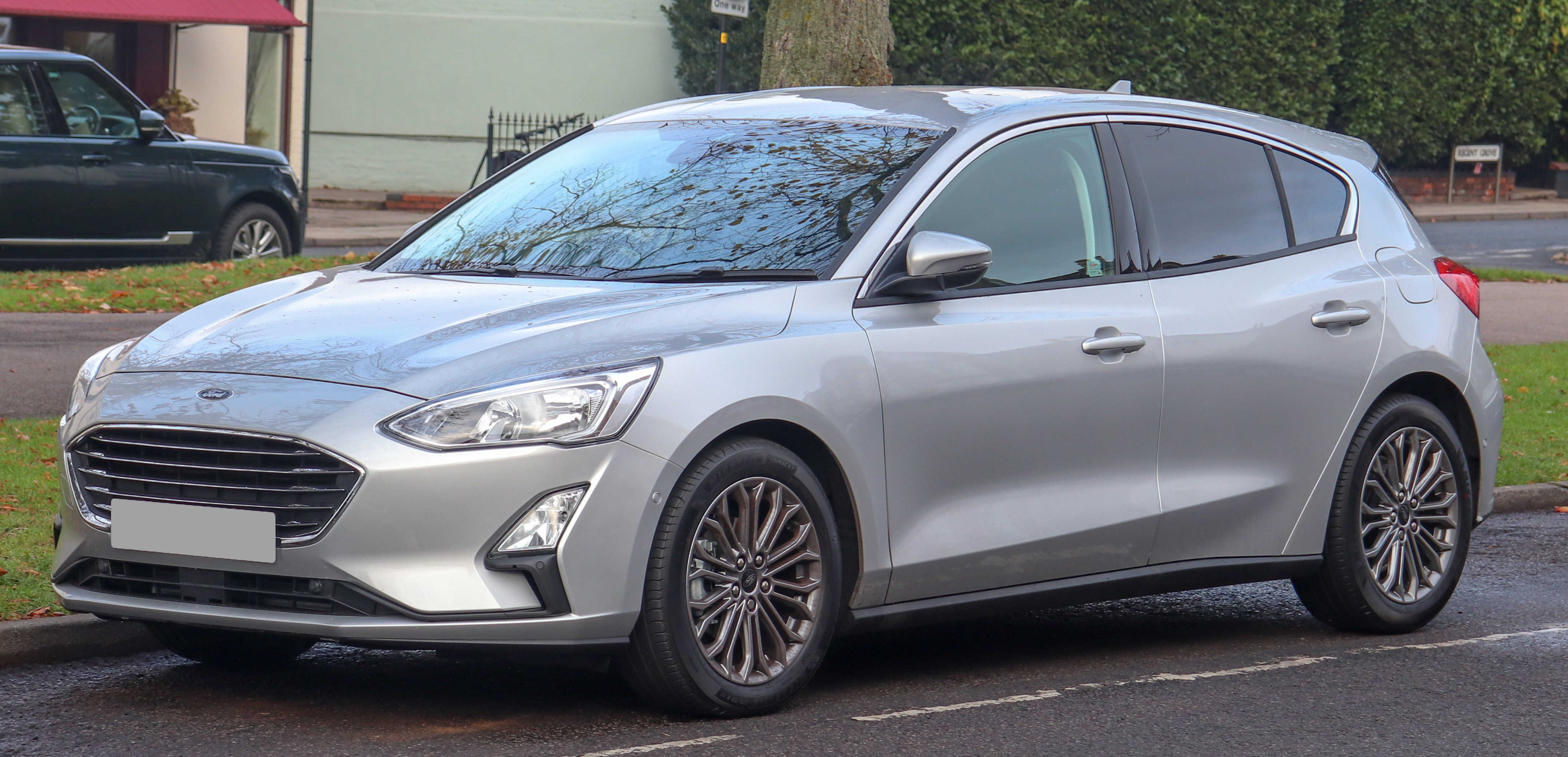
Ford Focus 4 покоління (2018–донині) Зроблено в Німеччині
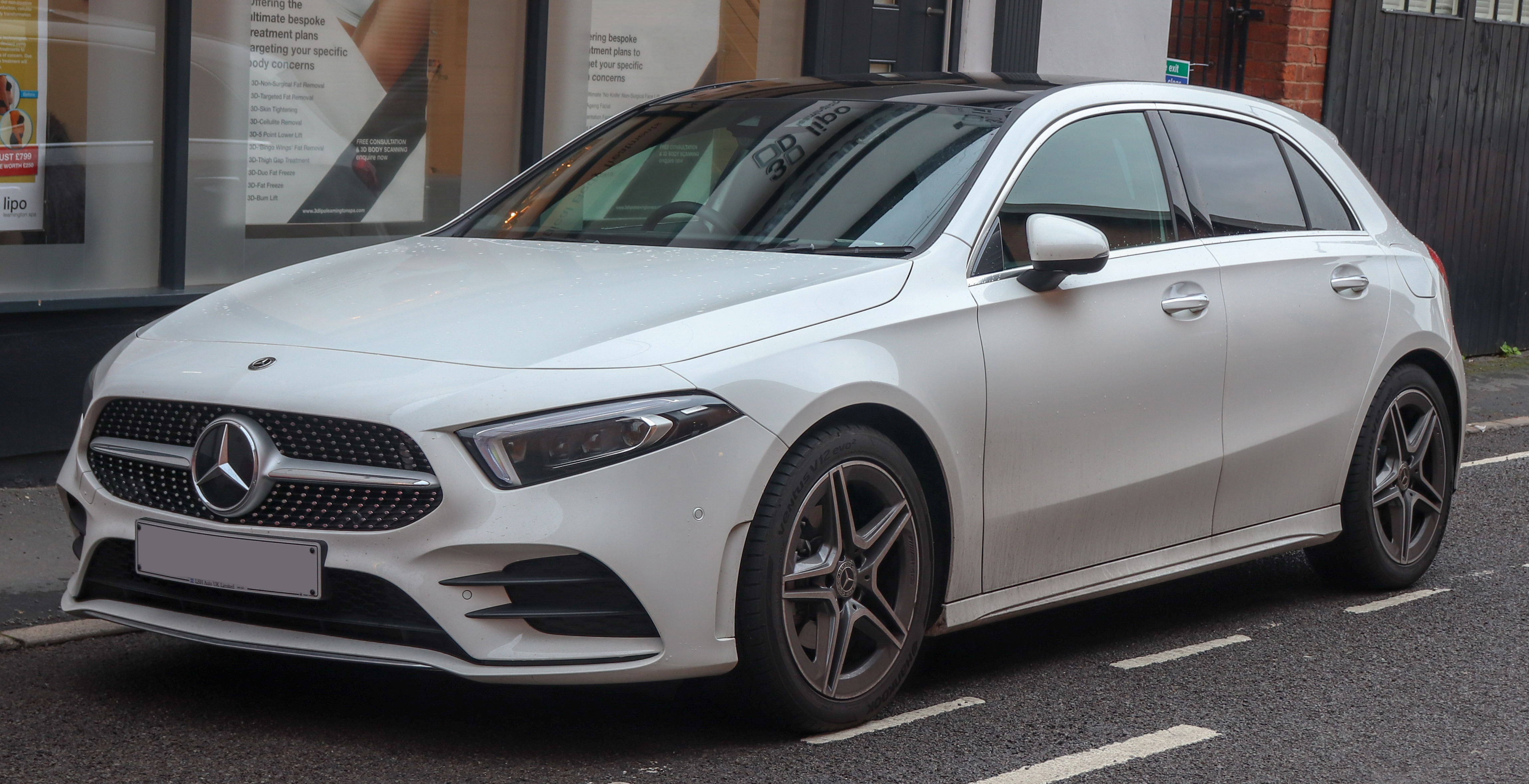
Mercedes-Benz A-Class 4 покоління (2018–донині) Зроблено в Німеччині
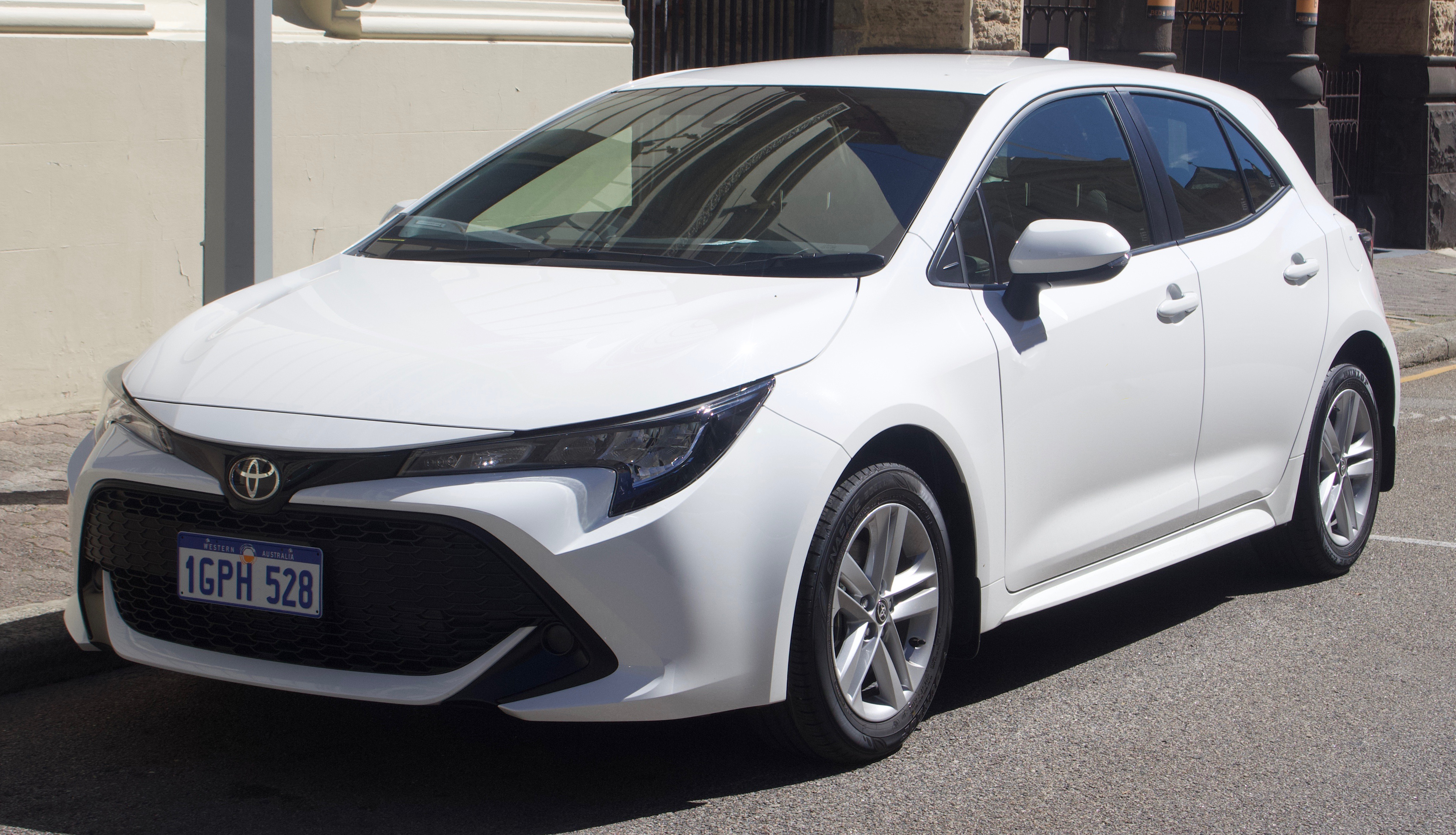
Toyota Corolla 12 покоління (2019–донині) Зроблено в Туреччині

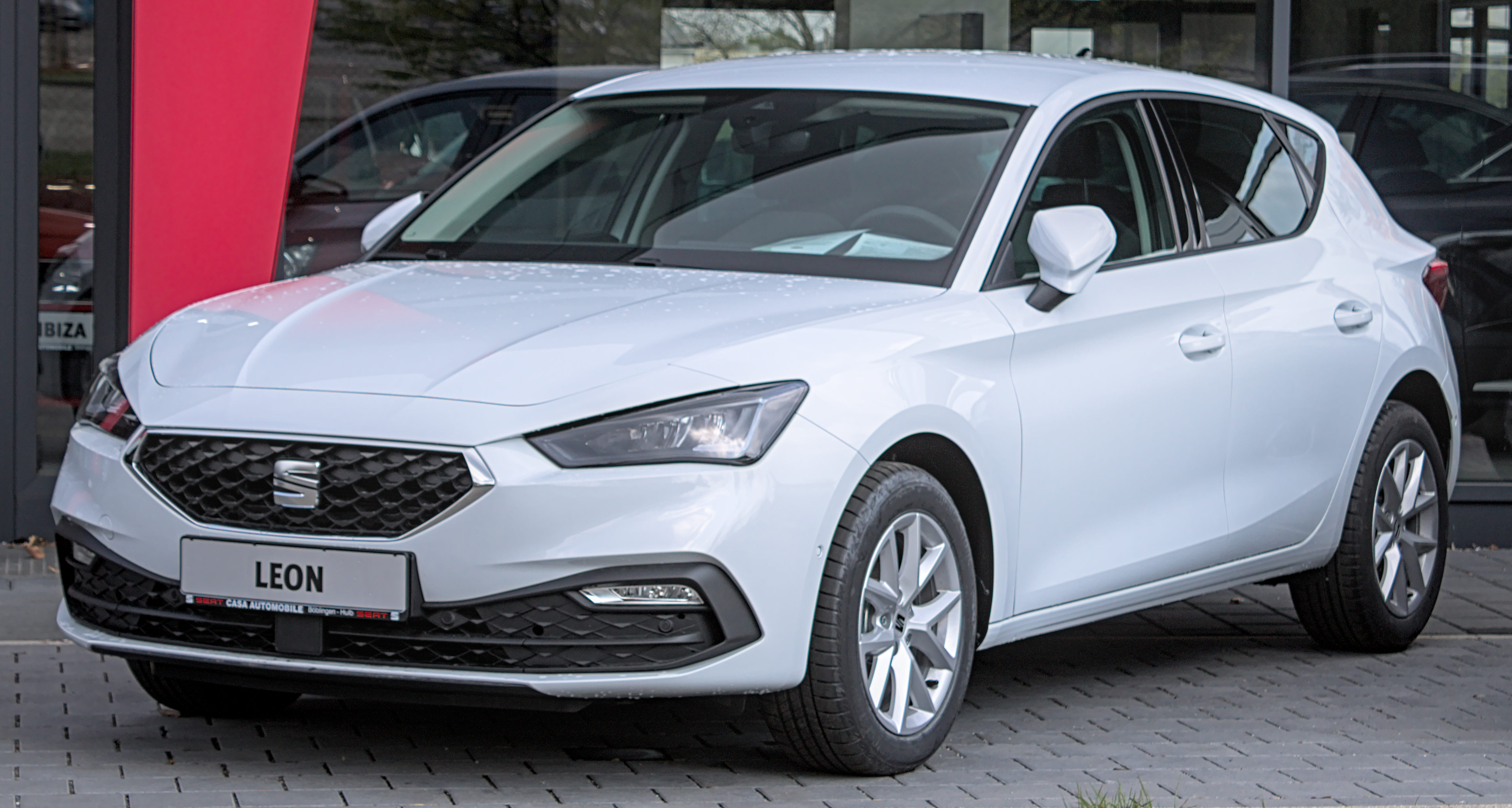
SEAT León 4 покоління (2020–донині) Зроблено в Іспанії
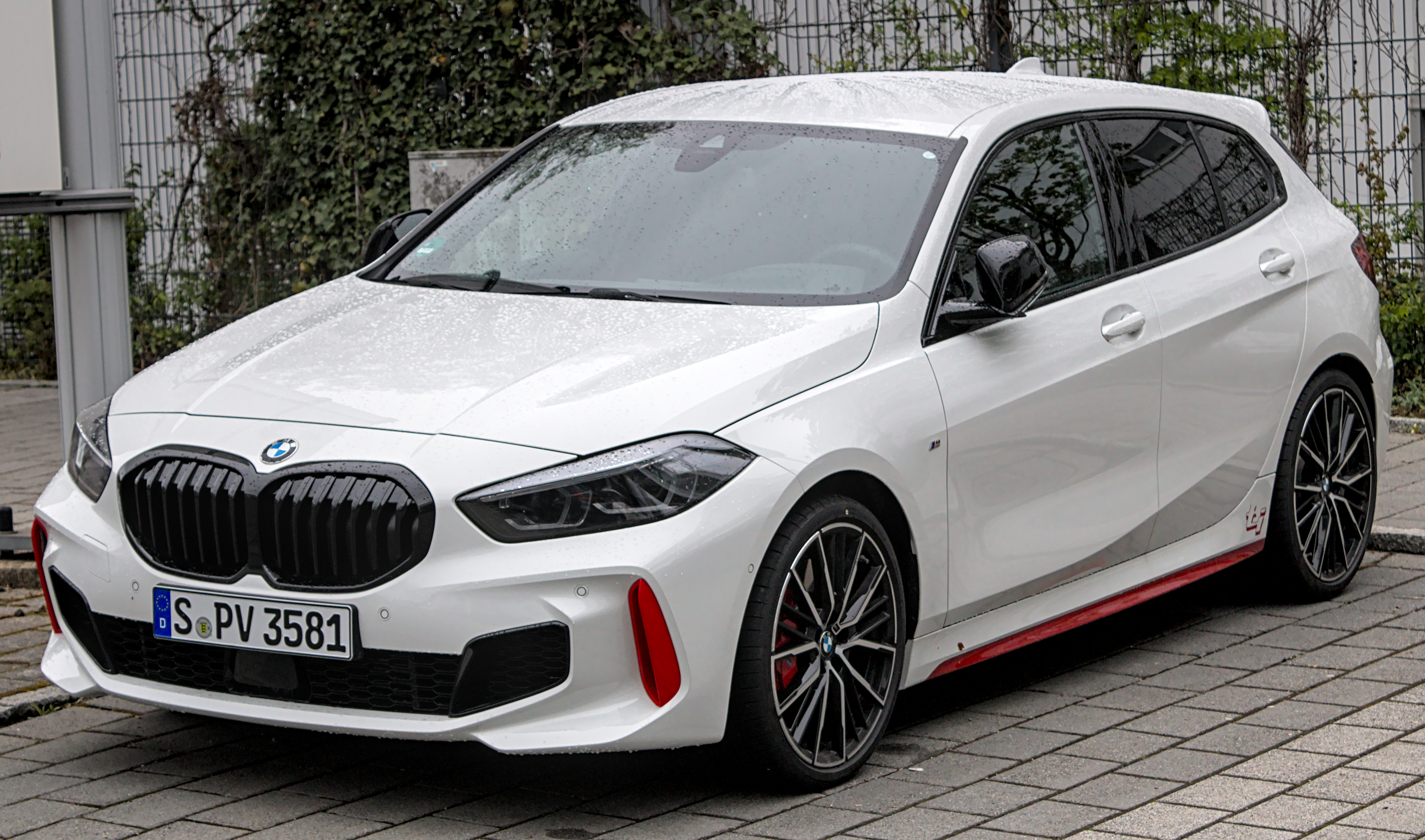
BMW 1 Серії 3 покоління (2019–донині) Зроблено в Німеччині
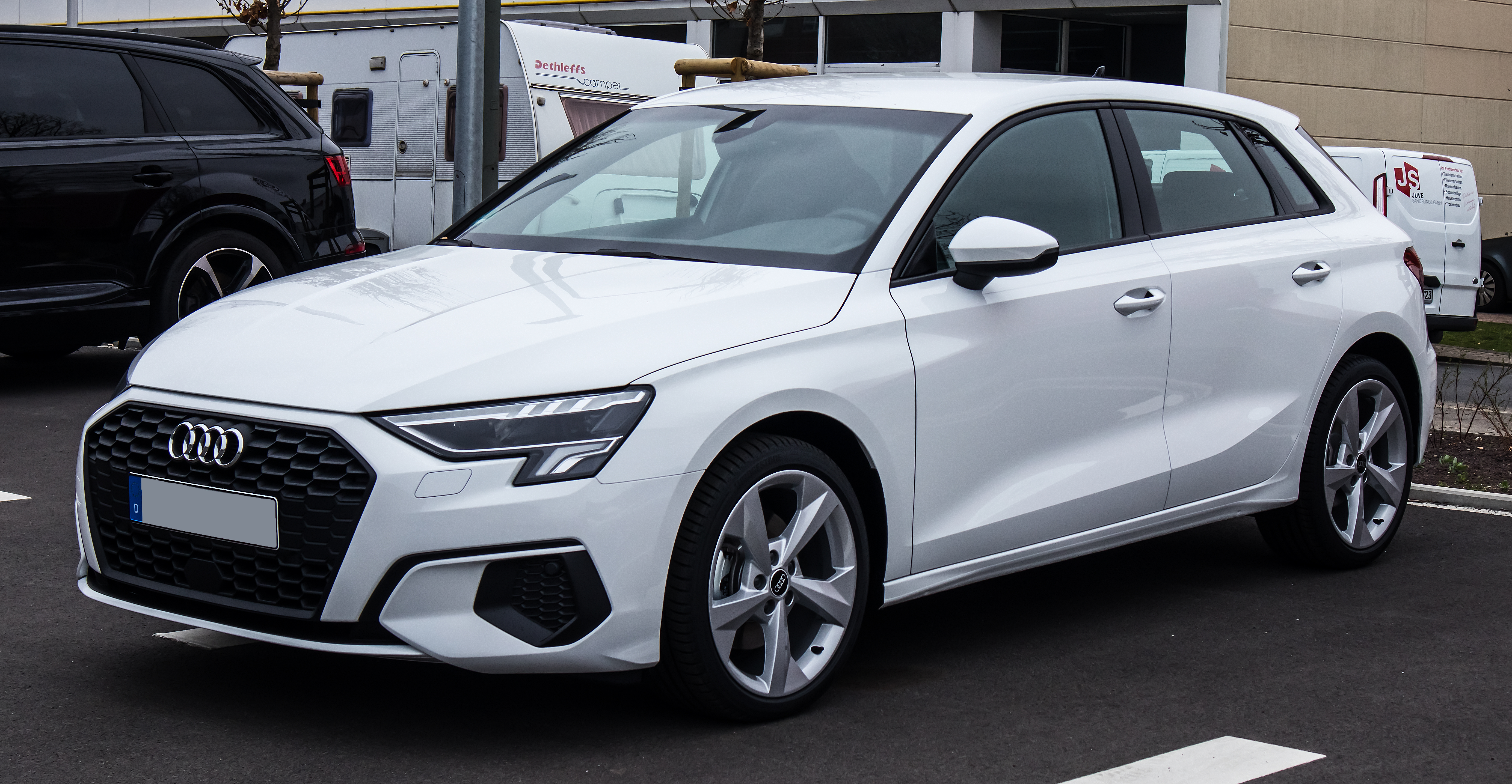
Audi A3 4 покоління (2020–донині) Зроблено в Німеччині
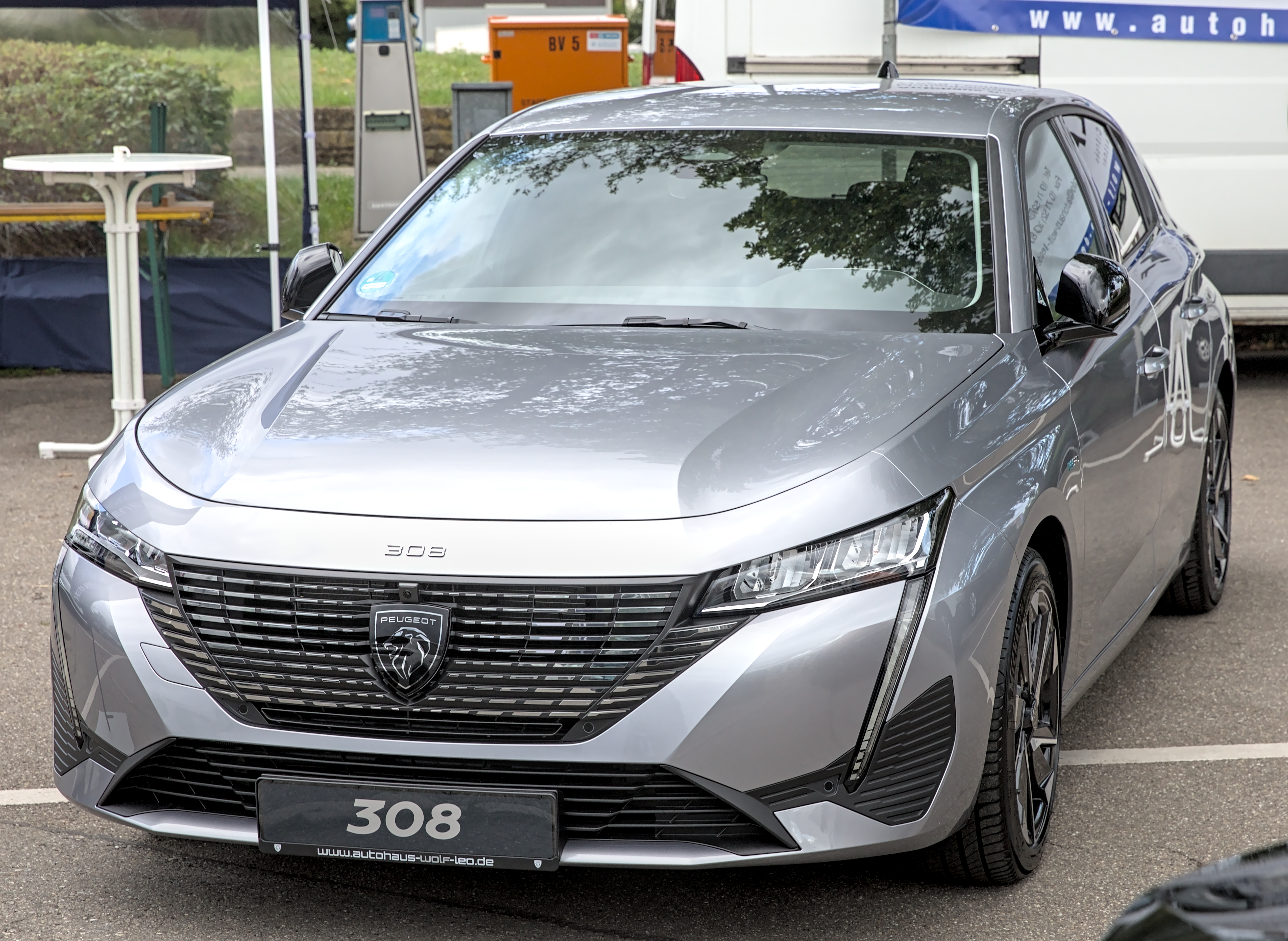
Peugeot 308 3 покоління (2021–донині) Зроблено в Франції
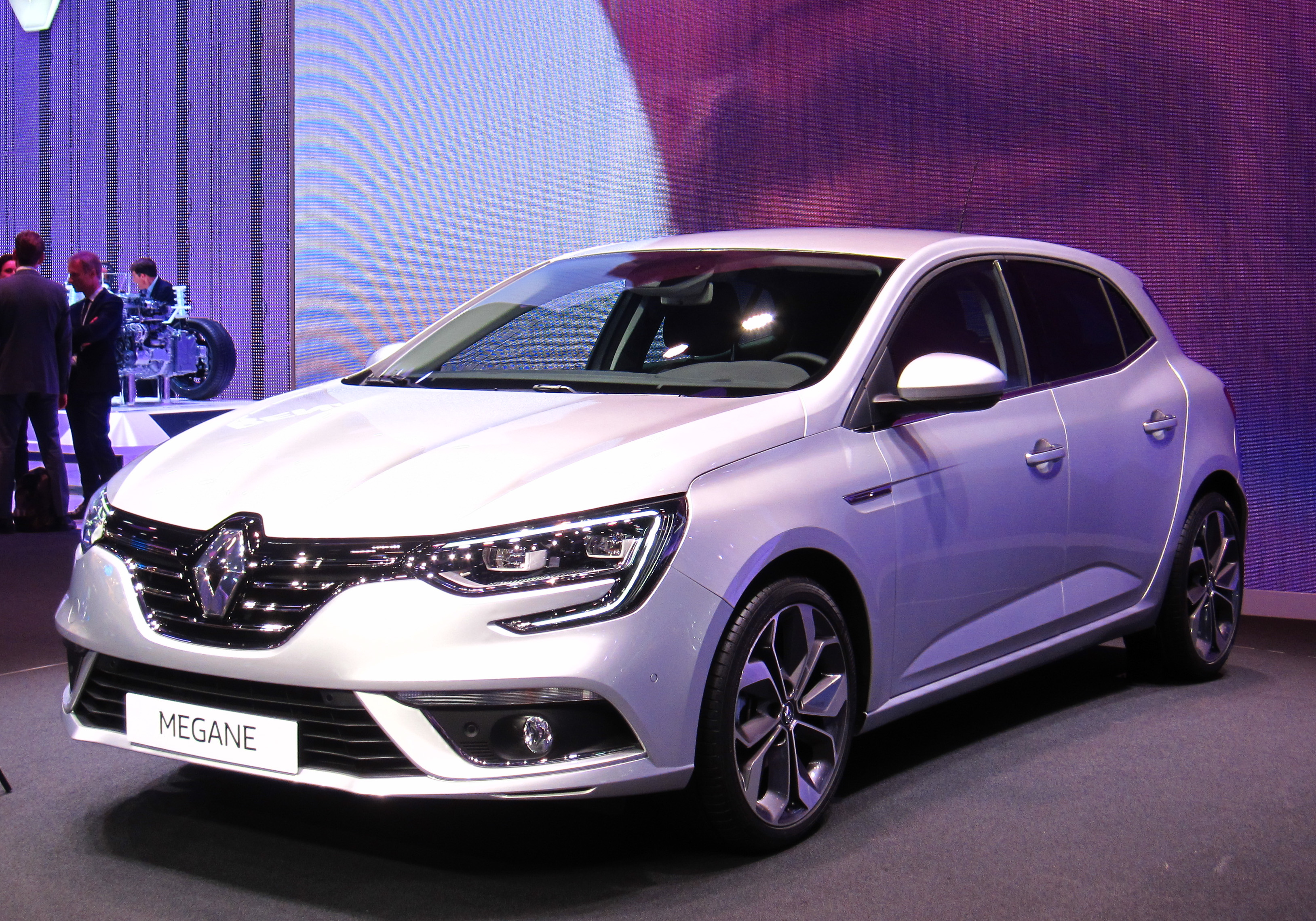
Renault Mégane 4 покоління (2016–2022) Зроблено в Іспанії

## Див. Також
- Європейська класифікація легкових автомобілів
- Класифікація автомобільного транспорту
- Класифікація легкових автомобілів
- Малий сімейний автомобіль